# Ischnomantis fatiloqua
Ischnomantis fatiloqua är en bönsyrseart som beskrevs av Stal 1856. Ischnomantis fatiloqua ingår i släktet Ischnomantis och familjen Mantidae. Inga underarter finns listade i Catalogue of Life.